# Carmen on Ice
Carmen on Ice er en tysk film fra 1990 af Horant H. Hohlfeld.
Musikken er baseret på operaen Carmen af Georges Bizet i en orkesterversion arrangeret specielt til denne film.
I modsætning til tidligere tiders kunstskøjtefilm er Carmen on Ice en film uden talt dialog, hvilket er en nyskabelse i kunstskøjteløbs historie.

## Handlingen
Historien i Carmen on Ice minder meget om operaen Carmen. Analogt med operaens libretto i fire akter har manuskriptet fire dele: